# Curauer Kirche

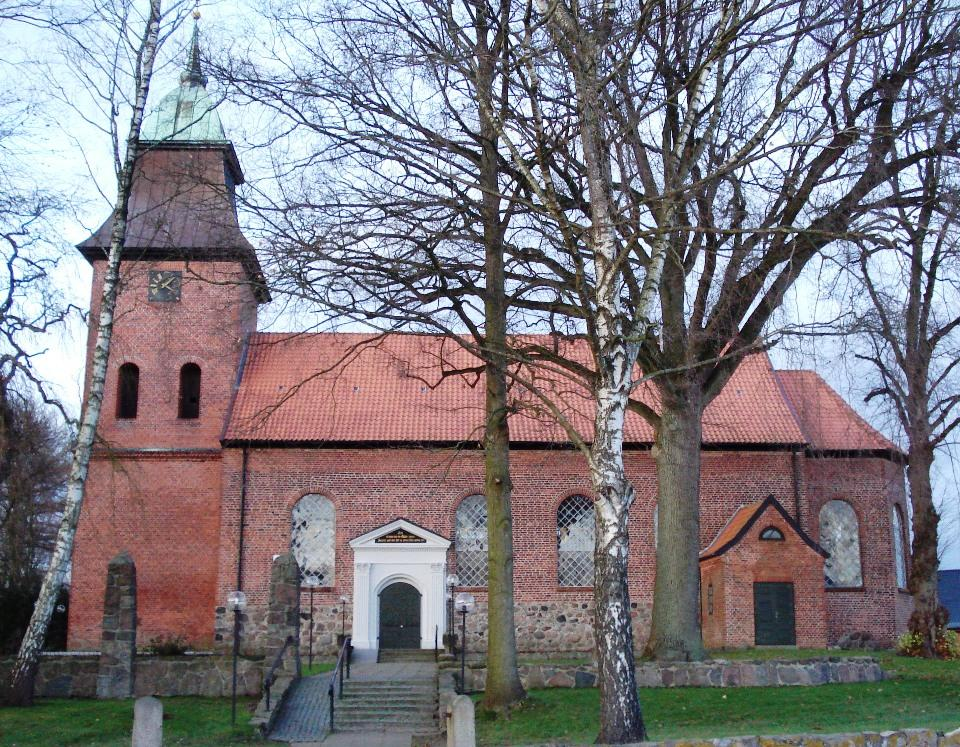
Die Curauer Kirche in Curau (aus Süden)

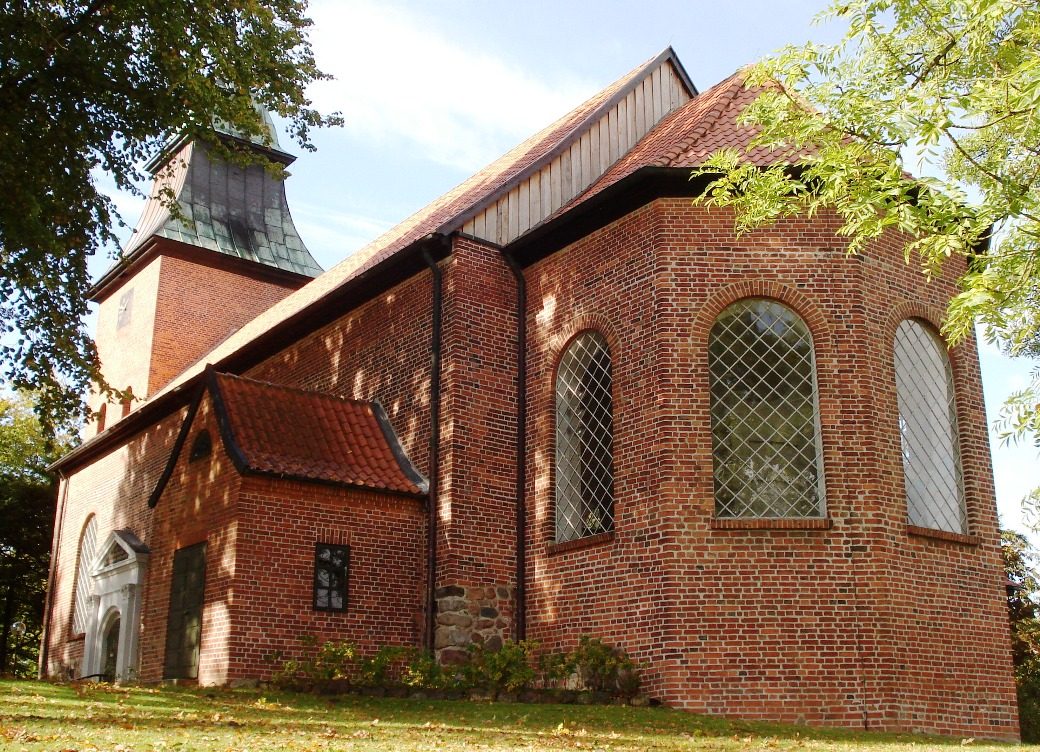
Die Apsis der Curauer Kirche

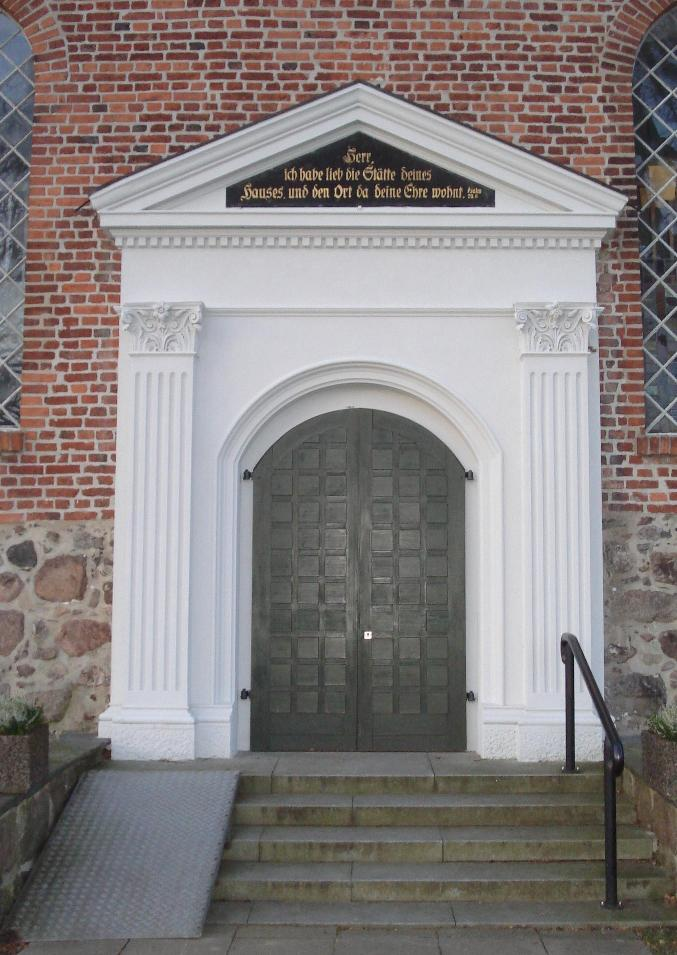
Das Portal der Curauer Kirche

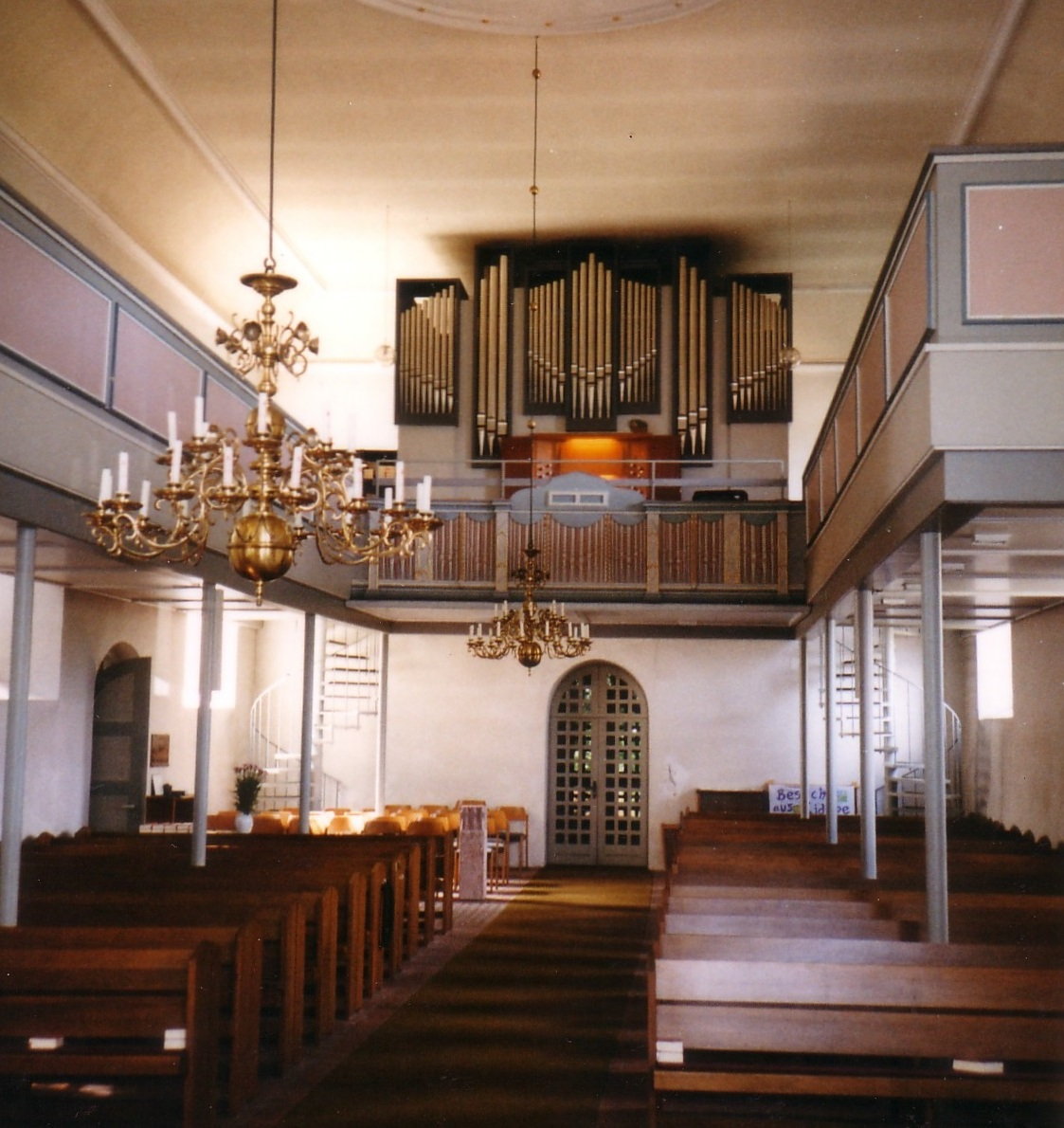
Curauer Kirche – Innenraum

Die Curauer Kirche ist die Kirche im Dorf Curau – einem Ortsteil der Gemeinde Stockelsdorf – im Kreis Ostholstein in Schleswig-Holstein.
Sie befindet sich in der Mitte des Dorfes, umgeben von dem (ehemaligen) Kirchanger.
Sie ist eine der beiden Kirchen der Gemeinde Stockelsdorf und wird heute von der evangelisch-lutherischen Kirchengemeinde Curau für Gottesdienste genutzt.

## Gebäude
Es handelt sich um eine aus rotem Backstein errichtete einschiffige Saalkirche von ca. 35 m Länge und ca. 15 m Breite. An den Seiten des Kirchenschiffes bestehen die Wände bis in ca. 1,5 Meter Höhe aus Feldsteinen. Das Kirchenschiff hat auf der Südseite ein weißes klassizistischen Portal und vier große Fensterbögen an jeder Seite. Daran schließt sich die eckige Apsis mit fünf Fenstern an. Das Kirchenschiff und die Apsis werden durch ein zweiteiliges, mit roten Dachziegeln gedecktes Satteldach gedeckt. An der Süd- und Nordseite des Kirchenschiffes befinden sich kleinere Anbauten (Sakristeien), von der die nördliche neueren Datums ist. Die Kirche hat einen quadratischen, das Dach des Kirchenschiff überragenden Turm, der in der Mitte ein Gesims und darüber jeweils zwei Schallöffnungen aufweist. Der Turm wird durch eine ebenfalls quadratische, zweiteilige, mit Kupfer gedeckte Turmhaube abgeschlossen. Im Westen des Turmes befindet sich eine Tür.
In dem über dem klassizistischen Portal befindlichen (Zier-)Dreiecksgiebel ist eine Marmortafel mit der Inschrift Herr, ich hab lieb die Stätte Deines Hauses und den Ort da Deine Ehre wohnt. aus dem 26. Psalm, 8. angebracht.

## Geschichte
Die heutige Kirche ist ein Bau von 1828 – und die dritte Kirche an dem Standort:

### Erste Kirche
Im Jahre 1160 wird das Kirchspiel Curau – 1259 eine Kirche in Curau erstmals erwähnt.
Die Kirche soll durch Bischof Gerold geweiht worden sein – dieser Bau (aus mit Gipsmörtel verbundenen Feldsteinen errichtet) gehört damit zu den als Vicelinkirche bezeichneten Kirchen.
Bis 1683 hatte sich der bauliche Zustand der ersten Kirche so weit verschlechtert, dass ein Neubau erforderlich wurde.

### Zweite Kirche
Am 27. März 1683 erfolgte die Grundsteinlegung für die zweite Kirche, die am 2. Dezember 1683 geweiht wurde.
Am 24. Juli 1827 brannte diese Kirche (zusammen mit großen Teilen des Dorfes Curau) ab.

### Dritte, heutige Kirche
Ab 1828 wurde die Kirche neu errichtet und konnte am 5. April 1829 geweiht werden.
1963 und 1969 bis 1972 wurde die Kirche renoviert – Fehler bei diesen Renovierungen sowie Teiles des verwendeten Baumaterials (unbeständige Dachziegel) machen 2006 den Neubau des Daches erforderlich.

### Glocken
In der Kirche befinden sich drei Glocken, wovon eine Glocke historisch ist, die anderen beiden Glocken wurden 1953 von der Glockengießerei Rincker im hessischen Sinn gegossen und erklingen in den Tönen e1 und a1. Die historische Glocke wurde 1704 von Caspar Henrich Castell in Lübeck gegossen und erklingt im Ton g1. Sie stammt aus der ehemaligen Maria-Magdalenen-Kirche (Lübeck), die 1819 wegen Baufälligkeit abgerissen wurde.